# 前田耕地遺跡
前田耕地遺跡（まえだこうちいせき）は、東京都あきる野市野辺1-1に所在する縄文時代草創期から古代にかけての複合遺跡である。遺跡の一部は東京都指定史跡に指定され、出土した石槍等の縄文時代石器2616点が国の重要文化財に指定されている。

## 概要
秋川と平井川に挟まれた河岸段丘上に形成された縄文時代から古代にかけての集落遺跡で、1976年（昭和51年）から1984年（昭和59年）にかけて発掘調査が行われた。現在は一部が「前田公園」として埋没保存されている。
縄文草創期の遺構面は神子柴文化末期かそれに続く時期のものとみられ、掃除山遺跡より遡ると推定されている。多量の石槍と剥片を伴う2軒の建物跡が検出されている。1軒は掘りこみがなく、8個の川原石が外周の一部に沿って並べられており、いわゆる平地建物跡とみられている。もう1軒は、柱穴こそ確認されなかったが、深さ10センチメートルほどの掘りこみを持つ竪穴建物で、中央のやや北寄りに炉が設けられていた。そして、2軒の建物とその周辺からは、2000点を超える石槍と膨大な剥片などが出土しており、ここで石槍を集中的に製作していたことが分かる。しかし、膨大な石器群の出土にもかかわらず、検出された建物跡はわずかに2軒と少なく、建物跡以外の遺構は、全く検出されていない。しかも土器は2個体分の小片が出土しただけで、石皿などの植物採取活動にかかわる道具も検出されなかったことからみても、ここを通年生活の場としていたとは考えにくい。
前田耕地遺跡では、竪穴建物跡の床面を覆う覆土中から、大量の哺乳動物と魚類の骨片が検出され、特に魚類の骨片を詳細に分析した結果、建物内に60から70個のサケの頭部が存在していた。そこで、前田耕地遺跡が多摩川とその支流である秋川が合流する川べりに立地するという特徴を考え合わせると、サケが溯上する秋を中心とする時期に、その捕獲と合わせて石槍を集中的に製作したと推定される。サケの保存を考えれば、前田耕地遺跡もまた、一年の特定の時期に居住地とされることはあっても、通年的な定住集落を形成するまでに至っていない。
なお、石槍を主体とする石器群をもつ遺跡は、新潟県中魚沼郡津南町本の木遺跡、同中林遺跡、群馬県伊勢崎市石山遺跡、千葉県富里市南大溜袋遺跡、神奈川県綾瀬市寺尾遺跡などである。これらの遺跡は、槍先形石器が多く、他の石器は少ない、石鏃をほとんど伴わない、石器作りに石刃技法がみられない、土器はないか、あっても非常に少ないなどの特色があり、一般に石片、破損品などの出土が多く、石器製作址的な性格を示すものが多い。